# Classe ATC D02
La classe ATC D02, dénommée « Émollients et protecteurs », est un sous-groupe thérapeutique de la classification anatomique, thérapeutique et chimique, développée par l'OMS pour classer les médicaments et autres produits médicaux. La classe ATC vétérinaire correspondante dans la classification ATCvet est QD02. Le sous-groupe présenté ici est celui établi par l'OMS, et peut donc différer des versions dérivées utilisées dans certains pays. Il fait partie du groupe anatomique D de la classification, intitulé « Dermatologie ».

## D02A Emollients et Protecteurs

### D02AA Médicaments à base de silicone
Vide

### D02AB Médicaments à base de zinc
Vide

### D02AC Paraffine et produits gras
Vide

### D02AD Emplâtres liquides
Vide

### D02AE Médicaments à base d'urée
D02AE01 Urée
D02AE51 Urée, associations

### D02AF Préparations à base d'acide salicylique
Vide

### D02AX Autres émollients et protecteurs
Vide

## D02B Protecteurs contre les rayonnements UV

### D02BA Protecteurs contre les rayonnements à usage topique
D02BA01 Acide aminobenzoïque
D02BA02 Octinoxate

### D02BB Protecteurs contre les rayonnements à usage systémique
D02BB01 Bétacarotène
D02BB02 Afamélanotide (en)